# The Wild Wild West
The Wild Wild West (és un joc de paraules, perquè la paraula "west" significa el punt cardinal oest i és usada com a cognom també, així que seria "el salvatge salvatge West"), també coneguda com a Jim West a l'Argentina i Espanya, Espias com espuelas a Mèxic, va ser una sèrie de televisió estatunidenca produïda per la cadena CBS. Va ser rodada entre 1965 a 1969, amb 104 capítols, que tracten les aventures de dos agents del servei secret que es mobilitzen en un ferrocarril: James T. West (Robert Conrad) i Artemus Gordon (Ross Martin) situats al vell oest durant l'administració del president Ulysses S. Grant. Aquest programa s'ha transmès i retransmès arreu del món, obtenint la categoria de clàssic i sèrie de culte.

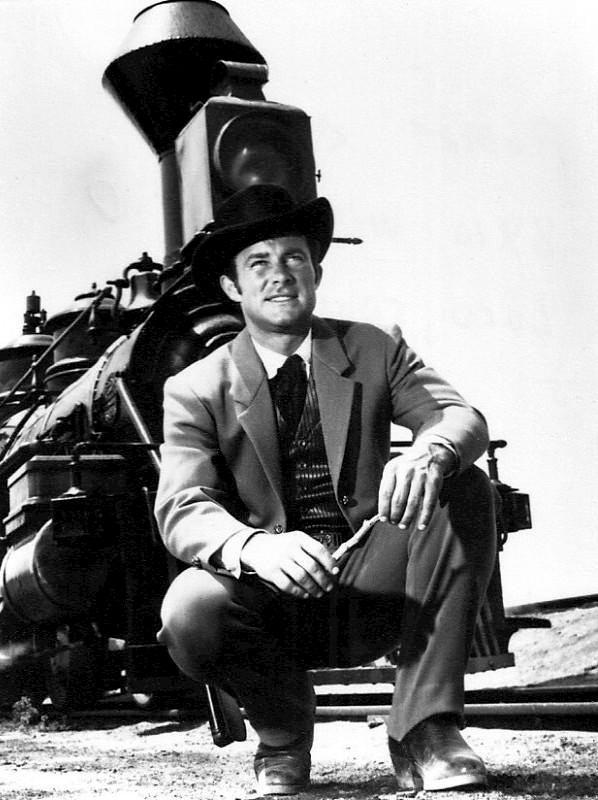

El que fa especial aquesta sèrie és la combinació de Western, espionatge, ciència-ficció, arts marcials, i situacions realment pintoresques. Gairebé tots els capítols comencen amb el prefix de: -"la nit de...."- El seu productor Michael Garrison, definia el personatge com "James Bond a cavall."

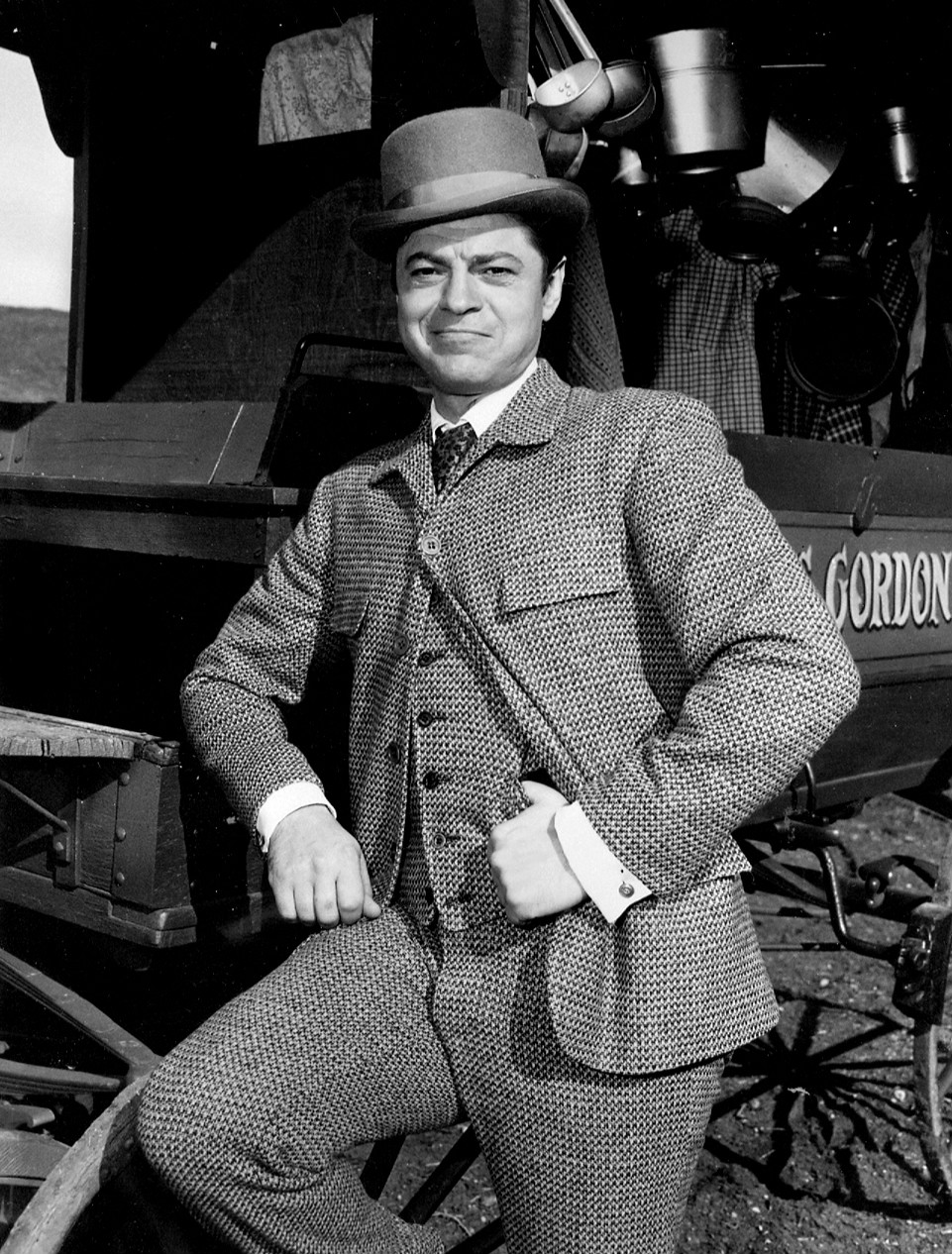
Ross Martin

La sèrie se centra principalment en Jim West, un seductor agent que, amb un estil inigualable, enamora dones belles dones, és un excel·lent lluitador, gran tirador i arsenal ambulant, ja que utilitza artefactes prototip del segle xx. L'acompanya Artemus Gordon, posseïdor de coneixements enciclopèdics per a inventar moltes de les armes que tots dos usen en les seves missions, així com té la capacitat camaleònica de disfressar-se per a caracteritzar tota mena de personatges. Tots dos viatgen en un tren arreu de l'oest, enfrontant a perills com: indis, científics bojos, revolucionaris, pinxos, i fins i tot fins zombis.
Al començament, els crèdits apareixen en unes enginyoses caricatures juntament amb l'impecable tema original del programa compost per Richard Markowitz.

## Concepte
La sèrie estava planejada perquè virtualment pogués passar qual sevol cosa, fins i tot el més inversemblant. Per a desenvolupar el concepte, es van crear tot tipus d'artefactes i armes inexistents en aquest temps i aquest lloc, com a bombes de gas, botes amb navalles ocultes, dispositius per a grimpar murs, telègrafs portàtils, fonògrafs de butxaca, etc., que s'usarien amb la mateixa familiaritat com si fossin quotidians.
A vegades la realitat històrica es creuava amb la del programa, és així com veiem que Jim West en diverses ocasions es topa amb plans per a assassinar al llavors president de Mèxic, Benito Juárez i també a Ulisses Grant.
Un altre aspecte important serien els vilans, tan vistosos i característics com a Batman la sèrie de televisió dels 60. De fet Burgess Meredith interpreta en un episodi a un científic capaç de crear terratrèmols, molts creuen que la interpretació d'aquest es va copiar del "Pingüí" (també interpretat per Meredith), però aquest es va filmar abans que Batman.
El vilà més famós és el Dr. Miguelito Quixote Loveless, personificat pel cantant nan Michael Dunn, tan letal que acabaria enfrontant-se a Jim West en 10 ocasions, en els primers 3 episodis l'acompanyaria el gegant Voltaire, interpretat per Richard Kiel (famós per ser "Jaws" en les pel·lícules de James Bond de Roger Moore).
A tots els capítols apareixeria alguna dona bella, ja sigui de víctima, vilana o fins i tot també d'espia. Entre les belleses que van aparèixer en el programa estaven: Ivonne Craig (la Batgirl a "Batman"), Sue Ane Langdon, Joan Huntington, Sherry Jackson, Marj Dusay, Dawn Wells (la Mary Ann de "L'Illa de Gilligan"), entre d'altres.
Es va acordar que el protagonista, Robert Conrad, que va semblar als productors com la millor opció perquè tenia aquesta estranya habilitat de semblar sempre alerta, no usaria doble. Així Conrad faria tant persecucions a cavall, com a acrobàcies, baralles i escenes arriscades, fet del qual Conrad estaria molt orgullós.
La sèrie podria passar com una novel·la de Jules Verne per imaginació, però amb tot i tot, era estructurada, amb bons guions i unes excel·lents actuacions que donaven credibilitat a la sèrie.

### Protagonistes
El paper de Jim West fou atorgat a Robert Conrad en un càsting d'al voltant de 400 persones. Conrad, que havia estat boxador, era un atleta que practicava el karate, i estava desitjós d'incorporar les seves tècniques de combat en les escenes de baralla i realitzar ell mateix les escenes de perill.
Per a la vestimenta de Jim West no es va pensar en la roba típica d'un cowboy sinó més aviat d'un torero. Això dona al personatge cert aspecte espanyol, fins a amb el seu cavall negre prim i estilitzat i la seva manera de cavalcar, a vegades una mica artística, i fins a l'estil dels accessoris de muntar; regnes, muntura, etc. Conrad després diria que era molt incòmode tenir roba tan entallada, ja que se li trencava sempre.
Conrad va dotar al personatge amb una actitud arrogant de mascle sofisticat a qui no li inquietava el perill, aquesta actitud influiria posteriorment a altres estrelles d'acció. Will Smith diria que Conrad era l'actor amb l'actitud més cool (assertiva) de tota la televisió.
El paper de Artemus Gordon li va ser ofert a Ross Martin en 5 ocasions abans d'acceptar. Finalment el que va convèncer a Martin va ser que li va semblar tot un repte fer per a cada capítol, de dos a tres caracteritzacions diferents. Dotat d'agilitat per a la comèdia, Martin va aconseguir que el paper d'Artemus Gordon, que en un inici era secundari, fora prenent un lloc protagonista. Molts desconeixen que el mateix Martin era qui creava les seves pròpies caracteritzacions, de manera similar al que feia l'actor Lon Chaney.

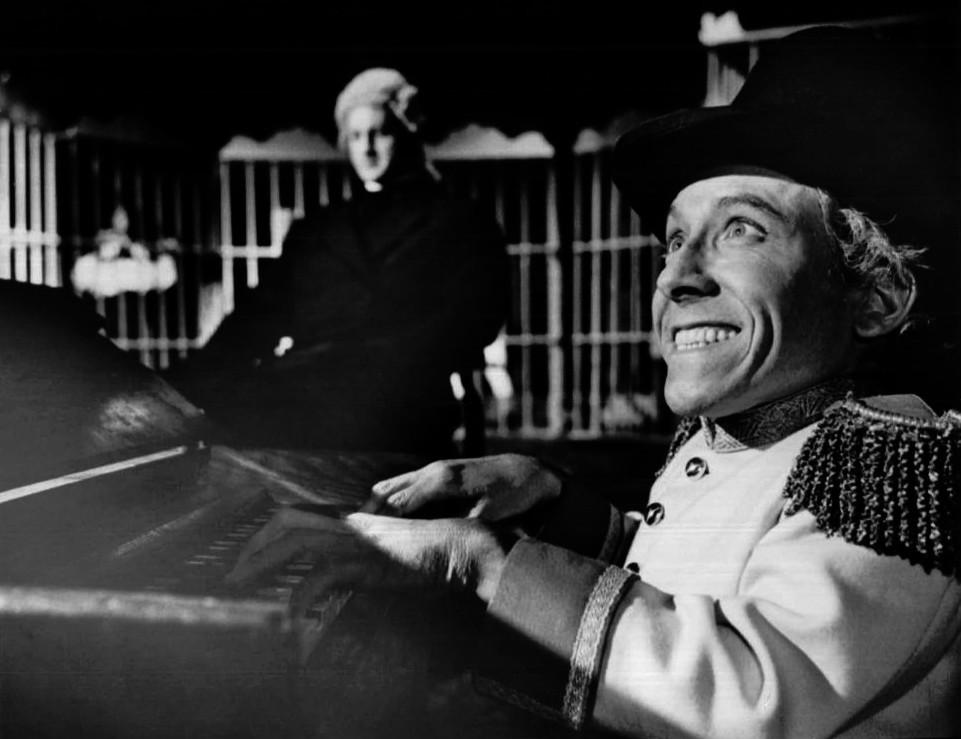
Michael Dunn com el Dr. Miguelito Loveless, etern arxienemic de Jim West

Es deia que en un inici, Ross Martin estava gelós del protagonista Robert Conrad, però aquest va contribuir al fet que li anessin donant importància a Martin en els guions. Conrad sentia un profund respecte pel talent escènic de Martin, ja que li donava suport amb la seva actuació, alhora Conrad l'ajudava amb la part física del programa, els stunts, gest que Martin reconeixeria públicament. Tots dos van desenvolupar una excel·lent química dins del programa, la qual cosa ajudava al seu ritme. En un capítol de la sèrie anomenat The night of the big blast Martin es veu més temps que Conrad i fins fa un doble paper.
El fet que Conrad s'arrisqués amb les escenes perilloses va propiciar que Martin fes alguns dels seus stunts, però quan van filmar el capítol "The Night of the Avaricious Actuary", Martin es va trencar una cama. Aquesta no va ser l'única conseqüència del programa en la salut de Ross Martin, ja que aquest sofriria un atac cardíac durant la filmació del capítol "The Night of Fire and Brimstone". En el lapse de temps en què es recuperava va ser substituït per Charles Aidman (en un paper similar, però anomenat Jeremy Pike), per William Schallert (qui fins i tot amb anterioritat hi havia ja actuat en la sèrie, fent altres papers), i Alan Hale Jr. (qui era famós per ser el capità en la sèrie Gilligan's Island).

### Música
La música fou encarregada d'antuvi als compositors Dimitri Tiomkin i Paul Frances Webster, que van compondre "La Balada de Jim West" que era un tema country, la qual cosa no encaixava per a llevar la imatge de western tradicional, així que es va contractar Richard Markowitz, qui amb la seva música tan original era capaç de recrear aquest ambient d'espionatge que el públic identificaria amb Jim West utilitzant algun dels seus sofisticats artefactes per a escapar del perill. Desafortunadament segons Markowitz se li va pagar menys de la meitat del que els altres van cobrar i mai se li va donar el crèdit complet.
Pocs programes de televisió han tingut tan bona música de fons com aquest, ja que per a crear un ambient més dramàtic en les baralles s'usaven scores musicals vibrants compostos per grans músics com: Richard Shores, Morton Stevens, a més del propi Richard Markowitz.
Markowitz va compondre temes per als personatges: Jim West, Artemus Gordon, fins per al Dr. Loveless i així el públic els relacionava amb la música. Quan Morton Stevens va prendre la direcció musical en la segona temporada es va enfocar més a ressaltar l'acció amb la música que en els personatges.

## Primera temporada (1965-1966)
El programa pilot (el primer) de la sèrie portaria un ritme fosc i gòtic semblant al d'una pel·lícula (la idea de la sèrie es va basar en la novel·la Casino Royale). Aquí apareix James Gregory com el President Grant, en endavant aquest paper seria un personatge semi-regular i l'interpretaria Roy Engel.
Cada vegada que anaven a posar un tall comercial en el més emocionant de la trama substituïen la imatge amb una caricatura.
L'estil de baralla de Jim West està basat en el karate, posteriorment en les següents temporades el seu estil estaria basat en la boxa.
Els 28 capítols van ser dirigits per 6 directors diferents, entre els quals estaven Irving J. Moore, Richard Donner i Richard C. Sarafian.
El color del vestit que usa Jim West és gris, la qual cosa no s'aprecia, ja que la sèrie estava filmada en blanc i negre, després segons els productors el canviarien a color blau (en les següents temporades filmades a color) per a ressaltar els ulls blaus de Conrad i el bronzejat de la seva pell, això per a complaure a les seves admiradores.

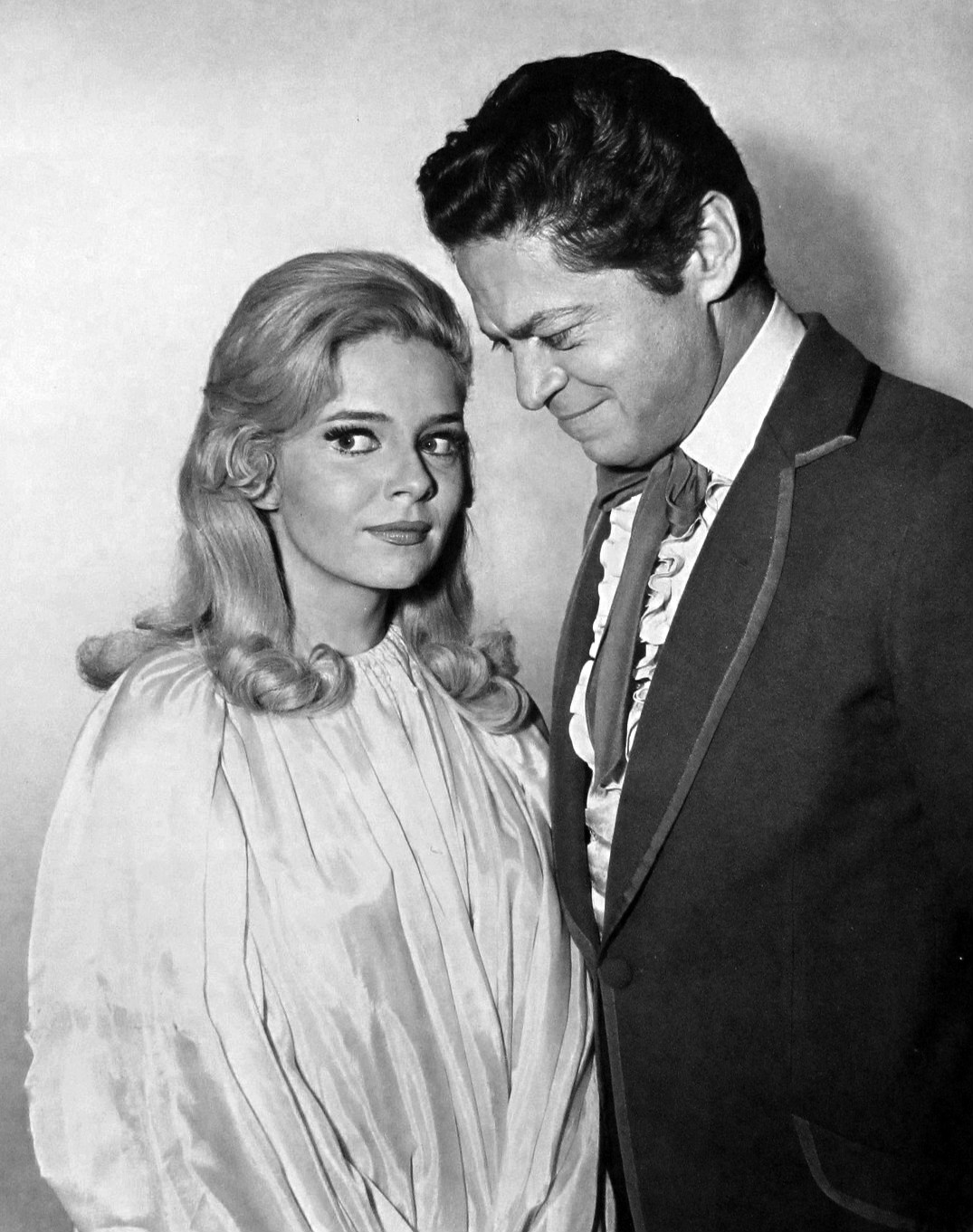
Ross Martin i Ann Elder

El capítol The Night of the Murderous Spring va ser polèmic perquè tracta que el vilà Dr. Loveless vol enverinar l'aigua amb LSD i en aquells dies no es feia esment al consum de drogues en la televisió.

## Segona temporada (1966-1967)
En els descansos de filmació entre escena i escena Robert Conrad boxejava amb els dobles com a exercici. En una ocasió el doble Richard Cangey va derrotar tots els seus oponents en el quadrilàter, la qual cosa va impressionar tant a Conrad que li va demanar que l'entrenés. Conrad es va obsessionar amb la boxa al grau que per a donar credibilitat a les escenes de baralla del programa es colpejava de debò amb els dobles, i fou un factor que pel que sembla li va portar major audiència, el factor del risc. Encara que aquest ja estava present en les acrobàcies de Conrad en la primera temporada.
En l'inici la caricatura dels crèdits del cowboy que anteriorment apartava suaument a la corista que besava mentre aquesta li volia clavar un ganivet, ara el cowboy li clavava un cop de puny.
La música va variar una mica, ara la supervisió musical estava a càrrec de Morton Stevens qui posteriorment seria famós amb el tema de Hawaii 5-0.
Apareix un personatge semi-regular, detestat pel públic: el coronel James Richmond. Aquest personatge no és un vilà sinó el superior de Jim i Artie.
Gràcies a participar en el capítol "The Night of the Vicious Valentine" l'actriu Agnes Moorehead (Endora de la sèrie Bewitched) va guanyar el premi com la millor actriu de suport.

## Tercera temporada (1967-1968)
Els guions van perdre fantasia i es van tornar més western. De fet, fins i tot la vestimenta de Jim West va canviar. Aquesta és la temporada més violenta i els vilans són més polítics.
El vilà Dr. Loveless, que en les anteriors temporades havia aparegut en quatre episodis cadascuna, en aquesta només va ser vist en "The Night Dr. Loveless Died", a causa que la salut de Michael Dunn no era bona.
La filmació de dos capítols va ser suspesa per l'accident que va sofrir Robert Conrad, demostrant que malgrat que era bo per a les escenes d'acció, veritablement havia exposat la seva vida massa i al més mínim error podia morir l'estrella i acabar-se el programa. Conrad va passar 12 setmanes a l'hospital.

## Quarta temporada (1968-1969)
La direcció musical estava a càrrec de Martin L. Klein. El Dr. Loveless només apareix en el capítol "The Night of Miguelito's Revenge". Michael Dunn seguia amb problemes de salut, tenia problemes amb els seus ossos i caminava amb dificultat. Ross Martin va ser nominat per a un Emmy.
Donada la malaltia de Ross Martin, el personatge Jeremy Pike ajuda a West en quatre episodis, Frank Harper apareix en l'única història de dues parts "The Night of the Winged Terror", Jim West les hi ha d'arreglar només en dos episodis, etc. En total Artemus Gordon no apareix en nou episodis.
En l'últim capítol de la sèrie, "The Night of the Tycoons", Robert Conrad es torna a accidentar ara en el genoll quan salta d'un primer pis caient en la barra d'una cantina i després corre travessant un finestral. Les escenes apareixen en aquest capítol i al final d'aquest es pot veure Jim West coixejar. Conrad després diria que tal vegada va ser bo que cancel·lessin la sèrie mentre encara físicament estava en condicions de fer-ho.
En el penúltim capítol "The Night of the Plague" (transmès a l'últim) Conrad fa dos papers. Aquí apareix Lana Wood (que ja havia actuat en l'episodi "La nit de foc"), germana de Natalie Wood amb la qual alguns tabloides vinculaven sentimentalment a Robert Conrad.

## El retrobament
La sèrie no va ser cancel·lada per baixos ràtings sinó per una campanya anti-violència en la televisió. Això a la llarga es va veure com un greu error, ja que la sèrie va continuar sent un èxit a tot el món i els fanàtics demanaven que es reiniciés la filmació.
Deu anys després, es va fer una pel·lícula per a la televisió The Wild Wild West Revisited, portant de tornada a Robert Conrad i a Ross Martin en els protagonistes i per la mort, anys enrere, de Michael Dunn, en aquesta ocasió el vilà seria el músic Paul Williams fent el paper de Miguelito Loveless Jr. Malgrat que en aquesta ocasió el desenvolupament de la trama era més lent perquè no hi havia baralles espectaculars, el fet que el to era més absurd i fins i tot autoparòdic, va obtenir bons ràtings i això va motivar una altra pel·lícula de retrobament.
En 1980, un any després, es va filmar "More Wild Wild West", encara més irreverent i còmica que la seva antecessora. Aquesta vegada, el vilà era el comediant Jonathan Winters, acompanyat de dos forçuts homes verdosos parodiant la sèrie basada en el personatge de Marvel Comics "The Incredible Hulk". La veritable sorpresa per als fanàtics de la sèrie va ser la presència de l'obès Victor Buono (el rei Tut de la sèrie "Batman") com el Dr. Henry Messenger, ja que aquest va interpretar al vilà Wing Fat en el programa pilot de la sèrie, i després al vilà recurrent Comte Manzeppi.
Donat l'èxit obtingut tal vegada amb el duet Conrad-Martin, i no tant pels llibrets es va pensar a tornar a filmar una altra vegada la sèrie, sent això una cosa abans impensada en la televisió dels 80, però la intempestiva mort de Ross Martin, a causa d'un altre atac cardíac, va frustrar la idea; a més Conrad es va negar a tornar a interpretar Jim West sense Artemus Gordon.